# Mètis (Grèce antique)
 (janvier 2016).
Si vous disposez d'ouvrages ou d'articles de référence ou si vous connaissez des sites web de qualité traitant du thème abordé ici, merci de compléter l'article en donnant les références utiles à sa vérifiabilité et en les liant à la section « Notes et références ».
Pour les articles homonymes, voir Métis (homonymie).
Ne doit pas être confondu avec Métis.

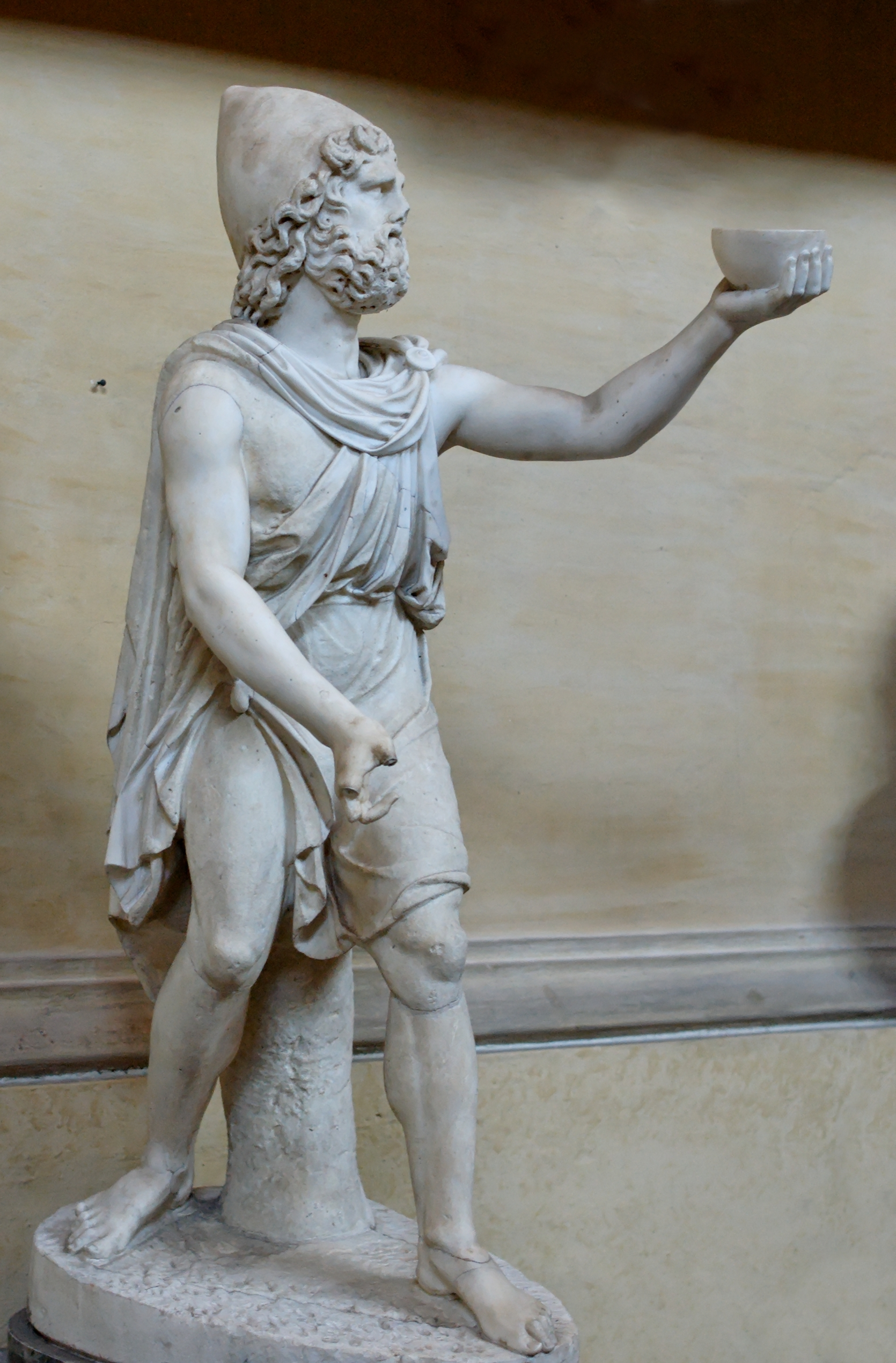
Ulysse, incarnation de la mètis dans L'Odyssée, offrant du vin au Cyclope, copie romaine d'un original de l'époque hellénistique, musée Chiaramonti.

La mètis ou mêtis (en grec ancien μῆτις / mêtis, littéralement « le conseil, la ruse ») est une stratégie de rapport aux autres et à la nature reposant sur la « ruse de l'intelligence ».
La mètis n'est pas désignée par un autre terme courant dans la langue française mais par cette expression. Elle a alors valeur de concept d'analyse. Elle permet, dans la traduction et l'analyse littéraire, de reproduire le sens de certaines scènes, où règnent le conseil et la ruse, et permet aussi de décrire la complexité du héros. La richesse de ce concept fait qu'il est utilisé dans d'autres activités, telles que l'anthropologie (exemple : les travaux de Paul Radin), la psychologie (exemple : le concept d'Enfant intérieur chez Carl Gustav Jung), les stratégies économiques et financières, ou encore la stratégie militaire.

## Définition générale
« [L’intelligence mètis] se développe et s’actualise dans des savoirs éminemment pratiques, tournés vers l’instant et les situations changeantes et imprévisibles qui exigent une action immédiate. » Elle consiste à « se mettre dans la peau de l'autre », à adopter un instant sa vision du monde pour imaginer ce qu'il ne va pas voir, ce qui va lui échapper. Une condition nécessaire au déploiement de la mètis est le plus souvent la nécessité de « sauver sa peau » : « nous pouvons désigner l’intelligence qui sous-tend cette forme de savoir comme intelligence de la survie. L’emploi du mot survie, dans une première acception, sert à renvoyer aux situations extrêmes, comme la guerre, où prédomine cette forme d’intelligence. » C'est ainsi que « faire le mort » devient la ruse mètis par excellence.
« Dans son versant technique, l’intelligence mètis sert à la création ou à la transformation de matériaux, d’outils et d’objets. C’est le savoir que développent l’artiste, l’artisan, le technicien et le bricoleur. L’autre avec lequel il faut se battre est alors la matière même de la création. »

## Origine du concept
Dans la mythologie grecque archaïque, Métis est une Océanide, fille d'Océan et de Téthys, qui est la personnification de la sagesse et de l'intelligence rusée. Mètis est la première femme de Zeus. Après sa lutte contre les titans, ensemble ils ont Athéna. 
Julian Jaynes identifie la naissance de la mètis dans le texte de l’Odyssée et son absence dans celui de l’Iliade. Par exemple Ulysse « invente » la mètis ou a recours à la mètis pour gagner la guerre contre les Troyens (Cheval de Troie), pour échapper au Cyclope, etc. Ulysse est célèbre pour sa mètis, qui rend son conseil très apprécié lors de la guerre de Troie.

## La mètis des Grecs en question
Marcel Detienne et Jean-Pierre Vernant (1974) décrivent en résumé la Mètis des Grecs, comme une espèce d’habileté et de prudence avisée, fondée sur « la délibération en vue d’un bien ». « La mètis est au logos, en somme, ce que le savoir-faire est au savoir. »

« [Detienne et Vernant] analysent l’intelligence de la ruse qui prend alors le nom de la déesse Mètis et qui, par son pouvoir de dissimulation et de polymorphie, est la seule capable de vaincre toutes sortes de forces. Dans tous les domaines d’activité où se joue un rapport de force, il est possible de l’emporter face à celui qui est au départ le plus fort, parce que les stratégies mètis de combat sont secrètes ou cachées. En somme, on pourrait dire que plus fort que la force, il existe cette forme d’intelligence dont la force réside dans l’art de ne pas se laisser voir. Ce qui condamne l’autre à la bêtise. »

Selon le sinologue François Jullien ," Un sage est sans idée ou L’Autre de la philosophie ", Seuil, (1998) :

« Elle a beau se le dissimuler, la philosophie a un problème avec la sagesse. Au départ pourtant, le partage paraissait acquis, la hiérarchie bien établie, la sagesse demeurait l’idéal et c’est par une honorable pudeur que la philosophie s’en serait tenue à distance. Modeste philosophie… Ou plutôt ruse de la philosophie, tant de retenue, nous dit Nietzsche, n’aurait servi qu’à masquer les ambitions de la philosophie naissante alors qu’elle s’apprêtait déjà, et déjà chez Platon, à reléguer la sagesse dans l’inconsistance de tout ce qui n’est pas un savoir démontré (ou révélé) ; et ce dédain ne pouvait qu’aller croissant avec le développement de la philosophie. »

— page 29
Cette citation nous incite à penser que la sagesse a été reléguée, par Platon et ses successeurs, dans le camp de la Mètis. Mais François Jullien nous dit que le choix de la Vérité en Grèce ne s’est pas seulement imposé pour des raisons philosophiques, mais plutôt pour « un tas de raisons » (p. 107) sur des plans bien différents, allant de la structure de la justice à la conception du discours dans la cité, fondé sur le face-à-face, l’affrontement et la compétition dans l’agora.
Platon condamne la Mètis, car ses expressions semblent toutes aux antipodes des vertus que la Cité des Lois exige de ses citoyens. La Mètis ne serait-elle rien d’autre que la Sagesse, incluant la raison ? De plus on retrouve la Mètis dans le monde animal, (celui que l’on appelle le monde des bêtes), et pas seulement chez les chasseurs. L’intelligence du coup ne serait plus le propre de l’homme, ce qui pour certains est singulièrement dérangeant sauf s’il s’agit de leur chien… de chasse.[Interprétation personnelle ?]

## Le concept dans les œuvres
Dans la deuxième moitié des années 1950, l'anthropologue Paul Radin met à jour la figure du Fripon, incarnation de la mètis, présente dans toutes les cultures selon l'auteur. Cette figure a nourri de nombreux récits. Parmi les plus populaires, on retrouve :
- Reynart dans Le Roman de Renart (XIIe siècle), personnage principal de ces récits, goupil espiègle et rusé, maître de l'art de la belle parole ;
- Till l'espiègle, un personnage de saltimbanque malicieux et farceur de la littérature populaire du Nord-Ouest de la Belgique, apparu vers  1510 ;
- Robin des Bois[réf. nécessaire] ;
- Zorro[réf. nécessaire] (« renard » en espagnol).

« Mêtis » (dans une orthographe francisée) apparaît aussi dans le roman Le Passager de Jean-Christophe Grangé, en 2011. Présentée comme la déesse de la sagesse (rôle habituellement dévolu à sa fille, Athéna[Passage contradictoire (Mètis est bien la mère d'Athéna, il n'y aucune contradiction. Elle tient sa sagesse de sa mère)]) Mètis a été la première femme de Zeus.